# Sachsenring (Unternehmen)

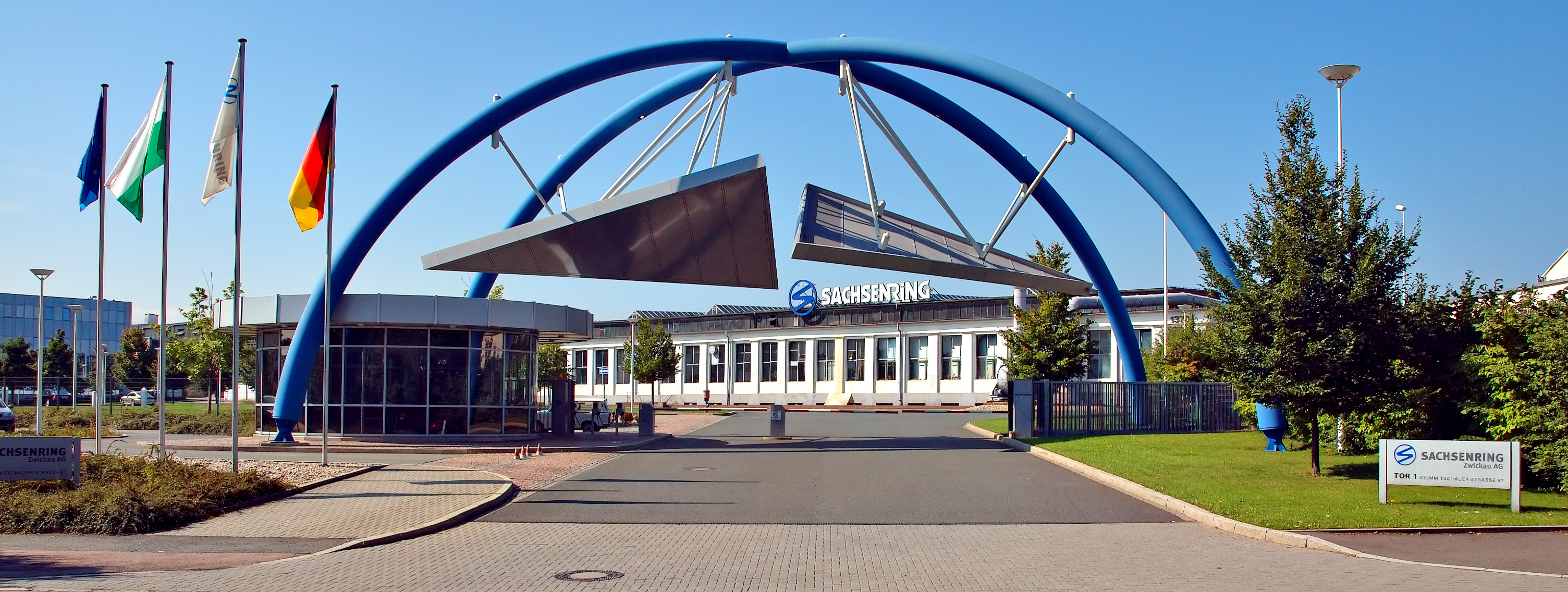
Sachsenring Tor 1, Januar 2006

Die Sachsenring Karosseriemodule GmbH ist ein  Unternehmen der Zuliefererindustrie für den Automobilbau im westsächsischen Zwickau. Das Unternehmen ist 2014 aus der Insolvenz der HQM Sachsenring GmbH hervorgegangen und liefert Karosserieteile. In der DDR produzierte an dieser Stelle der VEB Sachsenring, der durch die Produktion der Trabant-Baureihe bekannt wurde.

## Geschichte

### Nachkriegszeit
Die Sachsenring-Geschichte geht direkt auf die Werke von Horch (bis zum Krieg berühmt für die Fertigung von Automobilen der Oberklasse) und Audi in Zwickau zurück. Horch wurde im Juni 1948 zusammen mit dem Rest der Auto Union AG nach Volksentscheid enteignet. Im selben Jahr wurde das Werk als VEB HORCH Kraftfahrzeug- und Motorenwerke Zwickau als Betrieb im Industrieverband Fahrzeugbau (IFA) wiedereröffnet. Zunächst wurden hier der LKW H3 und der Traktor RS01 gefertigt. 1950 begann die Fertigung des neu entwickelten IFA H3A, für den ein Dieselmotor zum Einsatz kam, der ebenfalls in Zwickau produziert wurde.
Die Tradition der Luxuslimousinen versuchte das Horch-Werk mit dem P 240 „Sachsenring“ (bekannt als Horch „Sachsenring“) zu pflegen. Der Name des Fahrzeugs ging 1957 auf das Werk über, das sich von nun an VEB Sachsenring Kraftfahrzeug- und Motorenwerk Zwickau nannte. Parallel dazu wurde im VEB Automobilwerk Zwickau (AWZ) der Vorläufer des Trabant, der AWZ P 70, produziert, an dem erste Erfahrungen mit Karosserieteilen aus Duroplast gesammelt werden konnten.

### Trabant-Herstellung
Hauptartikel: Trabant (Pkw)

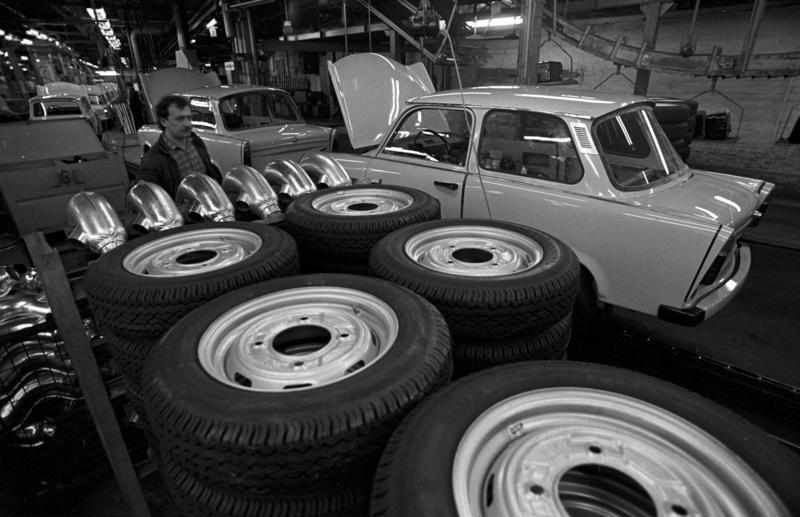
Band des Zwickauer Automobilwerkes im Juli 1990

Um die angestrebten Produktionszahlen des neuen Volksautomobils Trabant erreichen zu können, wurden beide Werke am 1. Mai 1958 zum VEB Sachsenring Automobilwerke Zwickau zusammengefasst. Das Logo des Unternehmens stammt von Herbert Prüget. Die LKW-Produktion wurde an das Kraftfahrzeugwerk „Ernst Grube“ Werdau abgegeben, wobei die Produktion der Lkw-Dieselmotoren noch bis 1964/65 in Zwickau verblieb. Im Werk 1 (Sachsenring) wurden von nun an die Bodengruppe und das Stahlskelett sowie die Getriebe des Trabants gefertigt. (FB = Fertigungsbereich 11 Pressenhalle zum Stanzen und Umformen der Blechteile, FB 2 Zusammensetzen der Karosserie, FB 6 Getriebebau) Im Werk 3 (AWZ) erfolgte die Fertigung der Duroplast-Karosserie und im Werk 2 FB 9 die Endmontage. Bis zu seinen ersten Metern aus eigener Kraft wurde der Trabant auf Tiefladern mehrere Kilometer zwischen den Werken I, II und III hin- und hergefahren.
In den nächsten Jahren gelang es, die Produktion stetig zu steigern und auch die Weiterentwicklung des Modells voranzutreiben. Die neue Karosserie des Trabant 601 im Jahr 1963 war jedoch die letzte erfolgreiche Neuentwicklung der Sachsenring-Entwicklungsabteilung. In den 1970er und 1980er Jahren wurde der Trabant nahezu unverändert gebaut.

### Gehemmte Entwicklung

Automobilbau Zwickau – DDR-Briefmarkensatz von 1979

Nach dem Willen von Sachsenring wäre die Entwicklung des Trabants allerdings nahtlos fortgeführt worden. Bereits im Sommer 1962, gleich nach der Fertigstellung des P 601, begann die Entwicklung des Typs P 602. Neben einem verbesserten Fahrwerk sollte der Wagen mit einem auf 28 PS gesteigerten Motor ausgestattet werden. Die Entwicklung des 28-PS-Zweitakters schlug jedoch fehl. Gleichzeitig wurde von Sachsenring gefordert, Teile für das Automobilwerk Eisenach (AWE) zu produzieren, um deren Anlauf des neuen Wartburg sicherzustellen. Das verbliebene Potenzial bei Sachsenring war zu schwach, deshalb wurde die Entwicklung 1964 eingestellt.
Am 30. Dezember 1966 wurde ein neuer Typ in Auftrag gegeben – der P 603. Der Wagen erhielt eine Schrägheck-Karosserie, ähnlich der des späteren VW Golf I. Es wurden neun Funktionsmuster gebaut, die mit unterschiedlichen Motoren getestet wurden: dem Dreizylinder-Zweitaktmotor des Wartburg, einem Viertaktmotor von Škoda und einem neu entwickelten Wankelmotor. Das Projekt wurde trotz erfolgversprechender Ansätze im November 1968 auf Weisung von Günter Mittag abgebrochen und die Prototypen teilweise vernichtet, andere fuhren noch bis Ende der achtziger Jahre im öffentlichen Straßenverkehr.
Im Januar 1970 begann die Entwicklung der P760. Da ein neu entwickeltes Fahrzeug für die DDR-Wirtschaft mittlerweile nahezu unmöglich geworden war, wurde der 760 als sogenanntes RGW-Auto als Gemeinschaftsprojekt von Sachsenring, AWE und Škoda geplant. Teile der Elektrik sollten zudem aus Ungarn kommen. Die DDR zog sich im Herbst 1973 jedoch aus dem Projekt zurück; die Werke sollten die Entwicklung getrennt fortsetzen.
In der DDR wurde das Projekt als P610 weitergeführt. Geplant waren eine größere Variante als „Wartburg“ und eine kleinere als „Trabant“. Doch auch diese Entwicklung wurde eingestellt.

### Kooperation mit Volkswagen

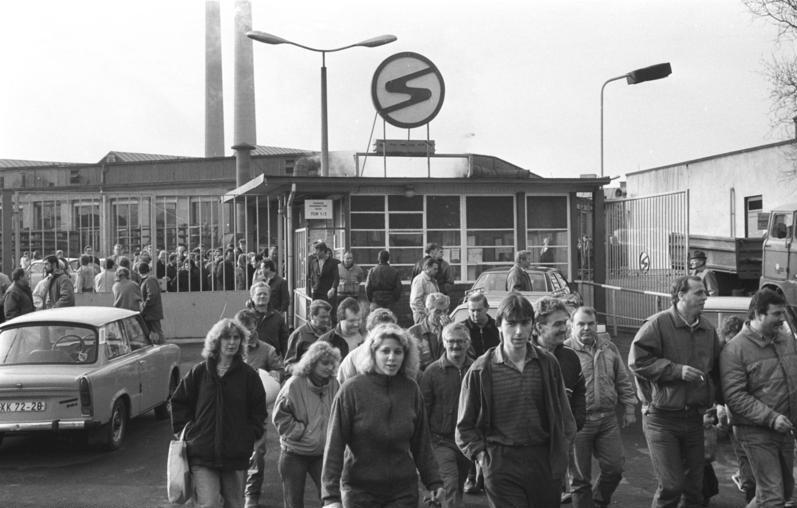
Sachsenring Tor1 1990

Erst 1984 deutete sich ein Fortschritt an, der tatsächlich auch in die Praxis umgesetzt wurde: Die IFA hatte im Rahmen einer umfassenden Kooperationsvereinbarung mit Volkswagen die Lizenz zum Bau des VW-Polo-Motors erworben, welcher ab 1988 in den Barkas-Werken in Serie gefertigt wurde. Gleichzeitig wurde die Weiterentwicklung des Trabant 1.1 vorangetrieben, der in dem neuen Sachsenring-Werk in Zwickau-Mosel gefertigt werden sollte. Von der Weiterentwicklung blieb jedoch aus wirtschaftlichen Gründen wenig übrig: Der VW-Polo-Motor wurde in ein Auto eingebaut, dessen Karosserie im Wesentlichen (abgesehen von der Motorhaube, dem Frontgrill, Stoßstangen, Heckleuchten und dem Kraftstoffbehälter) aus den 1960er Jahren stammte. Für den Kraftstoffbehälter wurde bis 1989 eine neue Halle mit vier Großpressen aus Italien, Waschmaschine, Bördelschweißanlagen und Farbgebungsanlage in Johanngeorgenstadt errichtet. Diese Investition (40 Mio. DDR-Mark) kam nicht zum Tragen. Das Politbüro mit dem für Wirtschaftsfragen verantwortlichen Günter Mittag vertrat die Meinung, wer die Vorgängerteile produziert habe, sei auch für den „Neuen“ verantwortlich.
Die Vorderachse des 1.1 war eine Konstruktion mit MacPherson-Federbeinen, Querlenkern und Stabilisator. Die Hinterachse hatte Schraubenfedern und entsprach der letzten überarbeiteten 601er-Serie. Lediglich die hinteren Radbremszylinder und Bremstrommeln (Lochkreisänderung, LK98 statt früher LK160) wurden verändert.
Die im Juli 1990 gegründete Sachsenring Automobilwerke GmbH versuchte noch ein Jahr lang erfolglos, den neuen Trabant 1.1 zu verkaufen – zuletzt für unter 6000 DM. Am 30. April 1991 endete die Fahrzeugproduktion bei Sachsenring. In das neue Werk in Zwickau-Mosel investierte Volkswagen kräftig und gründete hier später die Volkswagen Sachsen GmbH. Durch die Treuhandanstalt wurde bis Dezember 1993 der ehemalige VEB Sachsenring abgewickelt und danach reprivatisiert.

### Neuanfang
Die Entwicklungsabteilung von Sachsenring wurde 1992 als FES GmbH Fahrzeugentwicklung Sachsen privatisiert. Das Werk wurde 1993 mitsamt den Namensrechten an die Gebrüder Rittinghaus aus Hemer verkauft, die die Firma unter dem Namen Sachsenring Automobiltechnik GmbH als Automobilzulieferer etablieren wollten. Die Firma entwickelte sich schnell zum Vorzeigeunternehmen der neuen Bundesländer. 1996 erfolgte die Umwandlung in eine Aktiengesellschaft, die ab 1997 am Neuen Markt notiert war. Ende 1996 stellte Sachsenring mit dem Uni1 ein neu entwickeltes, umweltfreundliches Auto vor. Mit dem Fahrzeug mit Aluminiumrahmen und kombiniertem Elektro-Diesel-Antrieb sollten Behörden, Taxiunternehmen und Autoverleiher angesprochen werden. Der Uni1 wurde nicht gebaut.
1999 wurde die Sachsenring Fahrzeugtechnik GmbH als Tochterfirma der Aktiengesellschaft gegründet, die selbst wiederum nun als Holding fungierte. Die Sachsenring AG hatte im Jahr 2000 51 % der NAW-Aktien von DaimlerChrysler erworben. Das Konzept, mit dem durch den Börsengang verdienten Geld kleinere Firmen aufzukaufen und so Sachsenring zu vergrößern, scheiterte. Besonders durch die Übernahme des Zentrum Mikroelektronik Dresden (ZMD) geriet Sachsenring zunehmend in finanzielle Schwierigkeiten: Die sächsische Staatsregierung hatte unrechtmäßig Fördergelder an das zuvor im Besitz des Freistaates befindliche angeschlagene Unternehmen ZMD weitergeleitet und damit gegen geltendes EU-Recht verstoßen. Da ZMD nach der Übernahme 1998 im Sachsenring-Konzern konsolidiert wurde, drohten von 1999 bis 2002 ein EU-Hauptprüfverfahren und die Rückzahlung von 360 Mio. DM durch den Sachsenring-Konzern. Die Auszahlung neuer Beihilfen für ZMD wurde damit ebenfalls verzögert. Die Hausbanken von Sachsenring, die als Gesellschafter sämtliche Geschäftsanteile der ZMD bis zum Verkauf an Sachsenring für den Freistaat verwaltet hatten und den Kauf im Aufsichtsrat von Sachsenring empfohlen hatten, zogen sich auf Grund des EU-Risikos ab 2000 aus der Finanzierung der Sachsenring AG zurück und gewährten dem Unternehmen keine Kredite mehr. Da die früheren Hauptgesellschafter Rittinghaus inzwischen nur weniger als 25 % der Aktien an Sachsenring hielten, lehnten diese weitere Einzahlungen in das Grundkapital der AG vor dem Hintergrund des ungeklärten EU-Risikos ab.
Sowohl die Sachsenring Fahrzeugtechnik GmbH als auch die Sachsenring AG stellten am 30. Mai 2002 einen Insolvenzantrag. Der Konzern hinterließ keine rückständigen Lohnzahlungen. Ulf Rittinghaus trat zuvor als Vorstandsvorsitzender zurück. Gleichzeitig legte der Aufsichtsratsvorsitzende Ludger Staby den Vorsitz nieder. Im Januar 2006 wurde gegen die Brüder Rittinghaus Anklage wegen Bilanzfälschung, Untreue und vorsätzlicher Insolvenzverschleppung erhoben. Außerdem war die Sachsenring AG – nicht zuletzt über personelle Verflechtungen der Gewerkschaften – maßgeblich in den QMF-Skandal verwickelt. Am 9. März 2002 endete der Strafprozess gegen die Brüder Rittinghaus mit einem Vergleich, da die Anklagepunkte Bilanzfälschung und Insolvenzverschleppung mit gerichtlich bestellten Gutachten widerlegt waren. Dennoch sah es das Gericht als erwiesen an, dass es den von den Brüdern Rittinghaus 1999 an Sachsenring ausgezahlten Gesellschafterdarlehen in Höhe von 15 Mio. DM an der aktienrechtlichen Form mangelte und daher die Zinszahlungen an die Darlehensgeber einem Untreuetatbestand gleichkämen. Die Unternehmer hatten 1999 der Sachsenring AG 15 Mio. DM geliehen und dafür weniger Zinsen verlangt, als es zum damaligen Zeitpunkt von Banken verlangt wurde. Letztlich wertete das Strafgericht die einzelnen Zinszahlungen an die Darlehensgeber als Untreuetatbestand. Die Brüder Rittinghaus willigten im März 2009 in den von der Staatsanwaltschaft angebotenen Vergleich ein, als sie sich inzwischen einer mehr als siebenjährigen Prozessverfolgung ausgesetzt sahen.

### Sachsenring-Affäre
Im November 2002 erhob Rittinghaus im MDR-Magazin Fakt und im Stern schwere Vorwürfe gegen die CDU-Landesregierung. Bei einer Oldtimerausstellung am 9. Oktober 1998, kurz nach der verlorenen Bundestagswahl, soll Sachsens Wirtschaftsminister Kajo Schommer um eine Wahlkampfspende über fünf Millionen DM gebeten haben. Rittinghaus habe diese Bitte aus grundsätzlichen Gründen abgelehnt. Kajo Schommer bestreitet, diese Bitte ernst gemeint zu haben. Es gibt unterschiedliche Darstellungen, wer überhaupt dieses Gesprächsthema aufgebracht haben soll. Gegenstand des Gesprächs soll im Folgenden auch eine mögliche „Wahlkampfaktion“ der Sachsenring AG im Hinblick auf die anstehende Landtagswahl im September 1999 gewesen sein.
In einer Verhandlungsrunde am 15. Oktober 1998 wurde der zunächst vorgesehene Zuschuss (negativer Kaufpreis) für die Übernahme des ZMD (Zentrum für Mikroelektronik Dresden) durch ein von der Sachsenring AG dominiertes Erwerberkonsortium von 25 Mio. DM auf 29 Mio. DM erhöht. Laut Betriebsratsvorsitzendem Manfred Schürer geschah dies, um eine verdeckte Wahlkampfaktion für die CDU-Landesregierung durchzuführen. Die sächsische Staatskanzlei bestreitet diese Vorwürfe; die vier Millionen DM seien vielmehr gezahlt worden, damit Sachsenring einen auf ZMD laufenden Kredit zurückzahlen könne.
Dennoch investierte Sachsenring kurz vor der bevorstehenden Landtagswahl 1999 knapp drei Millionen Mark in die Aktion „Sachsen für Sachsen“. Die an sich überparteiliche Aktion sei laut Rittinghaus tatsächlich dazu gedacht gewesen, die amtierende CDU-Landesregierung passend zur Landtagswahl in einem besonders guten Licht dastehen zu lassen.
Auf Antrag der PDS- und der SPD-Fraktionen richtete der sächsische Landtag daraufhin einen Untersuchungsausschuss ein, der die Vorgänge überprüfen sollte. Die Arbeit des Ausschusses wurde im Oktober 2004 ohne Abschlussbericht eingestellt, da an beiden Darstellungen gleichermaßen Zweifel aufgekommen waren.
Die Staatsanwaltschaft Dresden erhob im August 2006 Anklage gegen Kajo Schommer wegen des Tatvorwurfs der Bestechlichkeit und Untreue zum Landgericht Dresden, Aktenzeichen: 912 Js 854/04. Im Juli 2007 verstarb Schommer, ohne dass zuvor eine Entscheidung über die Eröffnung oder Ablehnung des Hauptverfahrens ergangen war.

### Insolvenz
Die Sachsenring Fahrzeugtechnik AG wurde unterdessen von Insolvenzverwalter Bruno Kübler aus München weitergeführt. Dieser gründete am 1. Juli 2003 die Sachsenring Zwickau AG ohne Schuldenlasten und mit einem Grundkapital von einer Million Euro. Übernahmeangebote wie von ThyssenKrupp, die die Firma für symbolische 1 € übernehmen wollten, schlug er aus, denn bereits im ersten Geschäftsjahr gelang es Sachsenring, wieder schwarze Zahlen zu schreiben. Einzelne Produktionsbereiche, wie die Sonderschutz-Abteilung, die Panzerungen für Limousinen herstellt, wurden verkauft. Auf diese Weise konnten von den ursprünglich 750 Arbeitsplätzen 400 gesichert werden.
Außerdem etablierte der Konzern mit dem Sachsenring Africar ein Projekt, um sich von der Trabant-Historie zu verabschieden. Die Marke ist seither in Südafrika angesiedelt und sollte zur Zeit der Gründung insbesondere der Verlagerung des Sachsenring-Know-hows dienen, um als „Rettungsanker“ außerhalb Deutschlands zu fungieren. Vor einigen Jahren wurde das Kapstadt-Werk von Chery Automobile aufgekauft, die den Markennamen fortführt.

### Übernahme durch HQM
Das Stammwerk in Zwickau mit noch 170 Angestellten wurde Anfang 2006 verkauft. Gegen 14 in- und ausländische Bewerber setzte sich die HQM-Gruppe aus Leipzig durch, die das Werk für einen zweistelligen Millionenbetrag erwarb. HQM war selbst ein Automobilzulieferer mit 500 Mitarbeitern.
Die HQM Sachsenring GmbH wurde am 1. März 2006 als Tochter der „Härterei und Qualitätsmanagement GmbH“ gegründet. HQM plante, das Werk in Zwickau künftig wieder mit 300 Mitarbeitern voll auszulasten. Erfolg versprach sich die Firma auch durch den höheren Bekanntheitsgrad der Marke „Sachsenring“ gegenüber dem weitgehend unbekannten Kürzel „HQM“. Das Unternehmen belieferte unter anderem das Zwickauer Volkswagenwerk mit Teilen für die Golf- und Passat-Modelle. 2012 erwirtschaftete es einen Umsatz von 170 Millionen Euro.

### Erneute Insolvenz
Am 10. Mai 2013 stellte das HQM Sachsenring erneut einen Insolvenzantrag. Am 1. August 2013 wurde das Insolvenzverfahren beim Amtsgericht Chemnitz eröffnet und als Insolvenzverwalter Joachim Exner von der Kanzlei Dr. Beck & Partner bestellt.
Zum 30. Juli 2014 wurden die beiden Betriebsteile Vormontage von Fahrzeugteilen und Fertigung von Gelenkteilen mit etwa 90 % des verbliebenen Gesamtumsatzes an die Tube Technology Systems AG in Massen-Niederlausitz verkauft (Betriebsübergang). Die Tube Technology Systems AG (TTS) wurde 2002 als Hersteller von Bremsdruckleitungen gegründet und hat den Volkswagen-Konzern als einen Hauptkunden. Schon bei Sachsenring gab es die Idee, Bremsleitungen selber zu fertigen, aber die Insolvenz des Autozulieferers verhinderte die Umsetzung. Dr. Andreas Röher war bis 2001 Geschäftsführer der Sachsenring Fahrzeugtechnik GmbH und gründete dann mit Partnern TTS. Schon frühzeitig kooperierte TTS in Entwicklung und Produktion mit dem profitablen Sachsenring-Werk in Tröbitz. Seit 1983 wurden in Tröbitz Brems- und Kraftstoffleitungen für den Trabant aus den Zwickauer Sachsenring-Werken gefertigt, seit 1992 wird Volkswagen beliefert.
Noch im August 2014 kaufte der Automotive-Manager Stefan Zubcic den Betriebsteil Karosseriebau, der als neu gegründete Sachsenring Karosseriemodule GmbH weitergeführt wird, so dass der traditionsreiche Markenname erhalten bleibt.
Im verbliebenen hochdefizitären Betriebsteil Mechanische Fertigung lief die Produktion Ende August 2014 aus. Die Beschäftigten wechselten in eine Transfergesellschaft.

## Modelle
| Bauzeit Produzierte Fahrzeuge | Baureihe            | Anmerkung | Bild                        |
| Kleinwagen                    | Kleinwagen          | Kleinwagen | Kleinwagen                  |
| ----------------------------- | ------------------- | --- | --------------------------- |
| 1955–1959 36.151              | P 70 „Zwickau“      | Bis 1958 bei AWZ als „AWZ P 70 ‚Zwickau‘“ produziert. Der P 70 war einer der ersten Serien-PKW mit Kunststoffkarosserie. Die Bodengruppe war identisch mit der des DKW F 8. Die Produktion wurde 1959 zugunsten des Trabants eingestellt. | AWZ P 70 Coupé              |
| 1957–1962 131.435             | Trabant (P 50)      | Bis 1958 als „AWZ P 50 ‚Trabant‘“ produziert. Der P 50 sollte der erste Großserien-PKW der DDR werden. | Limousine Trabant P 50      |
| 1962–1965 106.007             | Trabant 600 (P 60)  | Baugleich mit dem P 50, jedoch größerer Motor (von 500 cm³/18 PS auf 600 cm³/23 PS). Die Kombiversion wurde noch zwei Jahre länger produziert, bis die Karosserie des „Trabant 601 universal“ fertig wurde. | Trabant 600 Kombi           |
| 1964–1990 2.819.663           | Trabant 601 (P 601) | Bodengruppe und Motor baugleich mit dem P 60, jedoch neue Karosserie in Trapezform, aber mit alten Türen und vorderen Kotflügeln. Später Leistungssteigerung (z. B. nadelgelagerte Kurbelwelle) auf 26 PS. | Trabant 601 Universal       |
| 1990–1991 38.994              | Trabant 1.1         | Verkaufsbezeichnung „IFA-Trabant 1.1“. Karosserie nahezu baugleich mit dem P 601, jedoch neue Motorhaube aus Stahlblech. Technische Verbesserungen am Fahrwerk auch wegen Verwendung des Viertakt-Lizenzmotors von Volkswagen. | Trabant 1.1 Limousine       |
| Oberklasse                    |                     | |                             |
| 1954–1959 1.382               | P 240               | Bis 1957 als Horch P 240 „Sachsenring“ im Markt. Motor: Reihen-Sechszylinder-Viertaktmotor (2.407 cm³, 80 PS), Gesamtlänge: 4.730 mm, Masse: 1480 kg, Radstand: 2.800 mm, Höchstgeschwindigkeit: 140 km/h | Horch P240 Limousine (1957) |
| 1969 5                        | Repräsentant        | Nach einem Auftrag der NVA erfolgte 1969 anlässlich des 20. Jahrestages der DDR der Bau von fünf Repräsentationsfahrzeugen auf Basis des P 240 mit zeitgemäßer Karosserie. | Sachsenring Repräsentant    |
| Lastkraftwagen                |                     | |                             |
| 1957–1958                     | H3S                 | Der H3S war eine Überarbeitung des Horch H3A und damit der erste LKW, den die Sachsenring-Werke produzierten. |                             |
| 1959–1960                     | S4000 S4000-1       | Der „S4000“ (S für Sachsenring) hatte 4,0 t Nutzlast. Er nutzte das gleiche Fahrerhaus wie der H3A/H3S und glich diesem so äußerlich. 1960 wurde die Fertigung in das Kraftfahrzeugwerk „Ernst Grube“ Werdau verlagert. Hier wurde der S4000 zum W50 (W für Werdau) weiterentwickelt. 1965 wurde die gesamte Produktion von Werdau nach Ludwigsfelde bei Berlin verlagert. | S4000 Tankwagen             |

Koordinaten: 50° 43′ 55,2″ N, 12° 28′ 30,9″ O

## Trivia
- Von 1976 bis 1991 verkehrte zwischen Zwickau und Berlin-Lichtenberg ein Städteexpress-Zugpaar mit dem Namen Sachsenring.
- Seit 1996 nutzen die deutschen Bitpop-Pioniere Welle: Erdball das leicht nach links rotierte Sachsenring-Emblem als Band-Logo.
- Im Jahr 1988 wurde ein beispielloser Diebstahl im Werk aufgedeckt: Ein Mitarbeiter hatte über einen Zeitraum von acht Jahren 24 neue Fahrzeuge Trabant im Gesamtwert von etwa 250.000 DDR-Mark aus dem Werk gestohlen und als Neuaufbau verkauft. Nach der Aufdeckung wurde er zur Maximalstrafe für „Diebstahl am sozialistischen Eigentum“, zu zehn Jahren Haft, verurteilt.[9][10]

„Wenn ich das Risiko bei einem Autodiebstahl im VEB Sachsenring vergleiche, so muss ich sagen, dass die Gefahr des Erwischtwerdens bei einem Kaufhallendiebstahl bedeutend grösser ist. Ich kann ehrlich sagen, dass ich nie den Mut gefunden hätte, irgendeinen Kaufhallendiebstahl auszuführen, davor hätte ich zu viel Angst.“